# Ernst Wiechert
Ne doit pas être confondu avec Ernst Wichert.
Pour les articles homonymes, voir Wiechert.
Œuvres principales
- Les Enfants Jéromine (1945-1947)
- Missa sine nomine (1950)

Ernst Wiechert est un écrivain allemand, né le 18 mai 1887 à Kleinort, dans l'arrondissement de Sensburg (de), province de Prusse-Orientale, et mort le 24 août 1950 à Stäfa en Suisse dans le canton de Zurich.
Publié à des millions d'exemplaires, entre les années 1930 et 1950, il est un des auteurs les plus lus en langue allemande. Son éducation chrétienne et son attachement à la nature façonnent et influencent ses œuvres construites autour de deux idées principales : la beauté de la nature et de la vie dans le pays boisé où il est né, et l'horreur de la guerre destructrice.
Il fait partie des personnalités (intellectuels, artistes, écrivains) allemandes (ou autrichiennes) ayant montré une attitude de résistance passive à l'époque du national-socialisme, attitude résumée dans le concept d'émigration intérieure théorisé dans la revue Das Innere Reich.

## Biographie
Fils d'un garde forestier, Ernst Wiechert, né dans une maison forestière, passe ses premières années dans la nature, en pleine forêt. Il fait ses études à Königsberg où il devient professeur d'allemand et de sciences naturelles, tout en commençant à écrire des romans, contes et nouvelles. En 1912, Wiechert se marie avec Meta Mittelstädt (1890–1929). Il écrit son premier livre en 1913 et publie son premier roman, sous le pseudonyme de Ernst Barany Bjell, en 1916.
Au début de la Première Guerre mondiale, il se porte volontaire, réformé un peu plus tard à cause d'une maladie de rein. Enfin, en 1915, il est sur le front et reçoit la Croix de fer. En 1916, officier, il est blessé deux fois par des éclats d'obus. En 1917, Wiechert perd son unique enfant, Ernst-Edgar, âgé seulement d'un jour.
Après avoir perdu sa mère en 1912, Wiechert perd son épouse Meta en 1929. L'année suivante, quittant Königsberg, il s'installe à Berlin comme professeur au Kaiserin-Augusta-Gymnasium. En 1932, il se remarie avec Paula Marie "Lilje", née Schlenther (1889-1972) ; la publication de son roman La Servante de Jürgen Doskocil assoit sa réputation.
En avril 1933, il renonce à son métier d'enseignant pour se consacrer à sa carrière d'écrivain et emménage à Ambach, en Bavière. Ses publications sortent chez Habbel & Naumann, une maison d'édition de Ratisbonne. De 1936 à 1948, Wiechert et sa femme vivent dans une maison récemment construite Hof Gagert à Wolfratshausen.
En 1935, s'opposant au nazisme, il prononce un discours au grand auditorium de l'université de Munich, perçu comme un appel à la résistance, qui lui vaut d'être interné à Buchenwald en 1938, expérience qu'il relate dans Le Bois des morts. Il est déclaré non coupable et relâché cinq mois plus tard à la condition qu'il ne porte plus d'attaque contre le régime en place.
'"'La vie simple (1939), publiée par retard d'avis négatif des autorités, rencontre le succès.
Son récit de captivité, La forêt des morts est rédigé en 1939 et enterré jusqu'à la fin de la guerre, et publié en 1946.
Il reste en Allemagne durant toute la guerre, ni louangeur ni héroïque ni résistant.
Son discours de 1945, où il se félicite de l'échec du Reich, lui vaut beaucoup d'animosité, à droite comme à gauche, et deux parodies. Son exil en Suisse en 1948 signe le rejet réciproque de Wiechert et des deux Allemagnes.
Son roman majeur, Les Enfants Jéromine, paraît en deux volumes en 1945 et 1947. En 1948, Ernst Wiechert s'installe à Uetikon am See près de Stäfa, en Suisse, où il rédige son dernier grand roman, Missa sine nomine (1950). Il meurt le 24 août 1950 et repose dans le cimetière de Stäfa.

## Œuvre

### Romans
- Die Flucht (1913), publié sous le pseudonyme de Ernst Barany Bjell
- Der Wald (1922)
- Der Totenwolf (1924)
- Die blauen Schwingen (1925)
- Der Knecht Gottes Andreas Nyland (1926)
- Die kleine Passion. Geschichte eines Kindes (1929) Publié en français sous le titre L'Enfant élu, traduit par Clara Malraux, Paris, Calmann-Lévy, coll. « Traduit de... », 1960 (BNF 33222965) ; réédition, Paris, LGF, coll. « Le Livre de poche » no 2078, 1966 (BNF 33222966)
- Jedermann (1931) Publié en français sous le titre La Grande Permission, traduit par Henri Thies, Paris, Calmann-Lévy, 1954 (BNF 31646523) ; réédition, Paris, LGF, coll. « Le Livre de poche » no 2010, 1967 (BNF 33222963)
- Die Magd des Jürgen Doskocil (1932) Publié en français sous le titre La Servante du passeur, traduit par Blaise Briod, Paris, Stock, 1941 (BNF 31646536) ; réédition, Paris, LGF, coll. « Le Livre de poche » no 2750, 1970 (BNF 35218802) ; réédition, Paris, Stock, coll. « Bibliothèque cosmopolite », 1993  (ISBN 2-234-02563-X)
- Geschichte eines Knaben (1933)
- Die Majorin (1934) Publié en français sous le titre Le Revenant, traduit par Blaise Briod, Paris, Plon, coll. « Feux croisés. Âmes et terres étrangères », 1940 (BNF 31646538) Publié en français sous le titre La Commandante, traduit par Paule Hofer-Bury, Paris, Calmann-Lévy, coll. « Traduit de... », 1962 (BNF 33222967)
- Das einfache Leben (1939) Publié en français sous le titre La Vie simple, traduit par Pierre Soudan, Paris, Stock, 1968 (BNF 33222961) ; réédition sous le titre  La Mort de Michaël, Paris, éditions Autrement, coll. « Littératures », 1996  (ISBN 2-86260-600-6)
- Die Jeromin-Kinder (1945-1947) Publié en français sous le titre Les Enfants Jéromine, traduit par Félix Bertaux et E. Lepointe, 2 vol., Paris, Calmann-Lévy, coll. « Traduit de..., série allemande », 1948-1949 (BNF 31646532) ; réédition, 2 vol., Paris, LGF, coll. « Le Livre de poche » no 2472-2473, 1968 (BNF 33222964) ; réédition, Paris, LGF, coll. « Le Livre de poche » no 13865, 1995  (ISBN 2-253-13865-7) ; réédition, Paris, LGF, coll. « Le Livre de poche. Biblio » no 13865, 2016  (ISBN 978-2-253-06886-0)
- Missa sine Nomine (1950) Publié en français sous le titre Missa sine nomine, traduit par Jacques Martin, Paris, Club du livre religieux no 6, 1956 (BNF 31646543) ; réédition, Paris, LGF, coll. « Le Livre de poche » no 1506-1507, 1965 (BNF 33222968) ; réédition, Paris, Calmann-Lévy, 1991  (ISBN 2-7021-2049 0) ; réédition, Paris, Calmann-Lévy, coll. « Pérennes », 2004  (ISBN 2-7021-3586-2) ; réédition, Paris/Monaco, Le Serpent à Plumes, coll. « Motifs » no 297, 2007  (ISBN 978-2-268-06322-5) ; réédition, Paris, LGF, coll. « Le Livre de poche » no 35382, 2019  (ISBN 978-2-253-07428-1)
- Der Exote (1951), écrit en 1932

### Recueils de contes et nouvelles
- Der silberne Wagen (1928) Publié en français de façon partielle avec un choix de nouvelles tirées d'autres recueils sous le titre Histoire d'un adolescent, suivi de Le Père (Der Vater), Le Stagiaire de la mort (Der Todeskandidat) et Le Juge (Der Richter), traduit par César Santelli, Paris, Mercure de France, 1962 (BNF 33222962) Publié en français de façon partielle, reprenant les nouvelles non traduites dans le recueil précédent, sous le titre Le Frère et la Sœur, traduit par Robert Utzinger, Paris, J. Garnier, 1968 (BNF 41692504)
- Die Flöte des Pan (1930), en collaboration avec Hauptmann von Kapernaum
- Der Todeskandidat (1934)
- Hirtennovelle (1935), nouvelle Publié en français sous le titre La Vie d'un berger (et autres nouvelles), traduit par André Meyer et Charles Silvestre, Paris, Stock, 1946 (BNF 31646526) Nouvelle traduction par Silvaine Duclos sous le titre Roman d'un berger, Marseille, éditions du Typhon, 2022, 116 p.  (ISBN 978-2-490501-22-9) ; réédition, Paris, Le Livre de poche, coll. « Biblio » no 37647, 2024  (ISBN 978-2-253-24446-2)
- Wälder und Menschen (1936), recueils de contes, nouvelles et souvenirs d'enfance Publié en français, avec un choix de textes tirés d'autres recueils, sous le titre Des forêts et des hommes, traduit par Blaise Briod, Paris, Stock, 1950 (BNF 31646556)
- Das heilige Jahr (1936)
- Atli, der Bestmann (1938)
- Die Totenmesse (1945-1947), nouvelle
- Der brennende Dornbusch (1945), nouvelle
- Demetrius (1945), nouvelle
- Märchen (1946-1947) Publié en français sous le titre Contes, traduit par Robert Utzinger, Paris, J. Garnier, 1968 (BNF 33222957)
- Der weiße Büffel oder Von der großen Gerechtigkeit (1946), écrit en 1937 Publié en français, avec un choix de nouvelles tirées de divers recueils, sous le titre Le Buffle blanc, traduit par Benjamin et Jeanlouis Cornuz, Lausanne, éditions Rencontre, 1962 (BNF 33222970) ; réédition, Paris, Le Livre de poche, coll. « Biblio », 2025  (ISBN 978-2-253-24729-6)
- Die Gebärde, zwei Erzählungen (1947)
- Der Richter (1948), nouvelle
- Die Mutter (1948) Publié en français sous le titre La Mère, traduit par Jeanlouis Cornuz, dessins de Jean-Jacques Gut, Lausanne, Éditions des Terreaux, 1956 (BNF 31969950)
- Es geht ein Pflüger übers Land (1951), anthologie posthume de nouvelles choisies par Lilje Wiechert
- Die Novellen und Erzählungen (1962), publication posthume Publié en français sous le titre Le Capitaine de Capharnaüm, traduit par Edwige Delcour, Paris, Calmann-Lévy, coll. « Traduit de... », 1967 (BNF 33222959)

### Théâtre
- Das Spiel vom deutschen Bettelmann (1933), pièce radiophonique
- Der tote Marschall (1934), pièce radiophonique
- Ein deutsches Weihnachtsspiel (1934), pièce radiophonique
- Der verlorene Sohn (1935)
- Die goldene Stadt (1935)
- Der armen Kinder Weihnachten (1946)
- Okay oder die Unsterblichen (1946)

### Poésie
- Die letzten Lieder (1951)

### Autres publications
- Eine Mauer um uns baue (1937)
- Von den treuen Begleitern (1938), interprétations de poèmes
- Der Totenwald (1946), reportages écrits en 1937 sur le camp de concentration de Buchenwald Publié en français sous le titre Le Bois des morts, traduit par Blaise Briod, Paris, Egloff, 1947 (BNF 31646552)
- Jahre und Zeiten, Erinnerungen (1949), mémoires
- Häftling Nr. 7188, Tagebuchnotizen und Briefe (1966), extraits du journal et correspondances publiés de façon posthume